# SM UC-7
SM UC-7 – niemiecki podwodny stawiacz min z okresu I wojny światowej, siódmy w kolejności okręt podwodny typu UC I. Zwodowany 6 lipca 1915 roku w stoczni Vulcan w Hamburgu, został przyjęty do służby w Kaiserliche Marine 9 lipca 1915 roku. W trakcie służby operacyjnej SM UC-7 odbył 34 patrole bojowe, podczas których postawił zagrody minowe, na których zatonęło 31 statków o łącznej pojemności 45 734 BRT i jeden okręt o wyporności 3520 ton, a dwa statki o łącznej pojemności 6151 BRT zostały uszkodzone. SM UC-7 został zatopiony 5 lipca 1916 roku, prawdopodobnie po wejściu na minę na północ od Zeebrugge.

## Projekt i budowa
Sukcesy pierwszych niemieckich U-Bootów na początku I wojny światowej (m.in. zatopienie brytyjskich krążowników pancernych HMS „Aboukir”, „Hogue” i „Cressy” przez U-9) skłoniły dowództwo Cesarskiej Marynarki Wojennej z admirałem Tirpitzem na czele do działań mających na celu budowę nowych typów okrętów podwodnych. Doceniając też wagę wojny minowej, 9 października 1914 roku ministerstwo marynarki zatwierdziło projekt małego podwodnego stawiacza min opracowanego przez Inspektorat Torped pod kierunkiem dr Wernera, oznaczonego później jako typ UC I.
Przyszły UC-7 zamówiony został 23 listopada 1914 roku jako siódmy z serii 15 okrętów typu UC I(numer projektu 35a, nadany przez Inspektorat U-Bootów), w ramach wojennego programu rozbudowy floty. Pierwsze 10 jednostek typu, w tym UC-7, zostało zbudowanych w stoczni Vulcan w Hamburgu. Stocznia, nie mając wcześniej doświadczenia w budowie okrętów podwodnych, oszacowała czas budowy okrętu na 5-6 miesięcy, i aby dotrzymać tego terminu musiała wstrzymać budowę torpedowców. UC-7 otrzymał numer stoczniowy 51 (Werk 51). Okręt został zwodowany 6 lipca 1915 roku.

## Dane taktyczno-techniczne
UC-7 był niewielkim, przybrzeżnym okrętem podwodnym o konstrukcji jednokadłubowej, którego koncepcja oparta była na projekcie jednostek typu UB I. Długość całkowita wynosiła 33,99 metra, szerokość 3,15 metra i zanurzenie 3,04 metra. Wysokość (od stępki do szczytu kiosku) wynosiła 6,3 metra. Wyporność w położeniu nawodnym wynosiła 168 ton, a w zanurzeniu 183 tony. Jednostka posiadała zaokrąglony dziób oraz cylindryczny kiosk o średnicy 1,3 m, obudowany opływową osłoną, a do jej wnętrza prowadziły dwa luki: jeden w kiosku i drugi w części rufowej, prowadzący do pomieszczeń załogi. Okręt napędzany był na powierzchni przez 6-cylindrowy, czterosuwowy silnik Diesla Daimler RS166 o mocy 90 koni mechanicznych (KM), a pod wodą poruszał się dzięki silnikowi elektrycznemu SSW o mocy 175 KM. Poruszający jedną trójłopatową, wykonaną z brązu śrubą (o średnicy 1,8 m i skoku 0,43 m) układ napędowy zapewniał prędkość 6,2 węzła na powierzchni i 5,22 węzła w zanurzeniu (przy użyciu na powierzchni silnika elektrycznego okręt był w stanie osiągnąć 7,5 węzła). Zasięg wynosił 780 Mm przy prędkości 5 węzłów w położeniu nawodnym oraz 50 Mm przy prędkości 4 węzłów pod wodą. Okręt zabierał 3,5 tony oleju napędowego, a energia elektryczna magazynowana była w akumulatorach składających się ze 112 ogniw, o pojemności 4000 Ah, które zapewniały 3 godziny podwodnego pływania przy pełnym obciążeniu.
Okręt posiadał dwa wewnętrzne zbiorniki balastowe. Dopuszczalna głębokość zanurzenia wynosiła 50 metrów, a czas zanurzenia 23-36 s. Okręt nie posiadał uzbrojenia torpedowego ani artyleryjskiego, przenosił natomiast w części dziobowej 12 min kotwicznych typu UC/120 w sześciu skośnych szybach minowych o średnicy 100 cm, usytuowanych jeden za drugim w osi symetrii okrętu, pod kątem do tyłu (sposób stawiania – „pod siebie”). Układ ten powodował, że miny trzeba było stawiać na zaplanowanej przed rejsem głębokości, gdyż na morzu nie było do nich dostępu (także zapalniki min trzeba było montować jeszcze przed wypłynięciem, co nie było rozwiązaniem bezpiecznym i stało się przyczyną zagłady kilku jednostek tego typu). Uzbrojenie uzupełniał jeden karabin maszynowy z zapasem amunicji wynoszącym 150 naboi. Okręt posiadał jeden peryskop Zeissa. Wyposażenie uzupełniała kotwica grzybkowa o masie 136 kg. Załoga okrętu składała się z 1 oficera (dowódcy) oraz 13 podoficerów i marynarzy.

## Przebieg służby

### 1915 rok
SM UC-7 został wcielony do służby w Cesarskiej Marynarce Wojennej 9 lipca 1915 roku. Tego dnia pierwszym dowódcą U-Boota został mianowany por. mar. Franz Wäger, a okręt włączono do Flotylli Flandria w dniu 12 sierpnia. W sierpniu okręt uczestniczył w 2 operacjach minowania, stawiając łącznie 24 miny. 1 września na postawione przez okręt pole minowe w estuarium Tamizy weszły trzy brytyjskie jednostki: uzbrojony trawler HMT „Malta” (138 ts), który zatonął ze stratą 7 członków załogi; uzbrojony trawler HMT „Nadine” (150 ts), na którym zginęło 9 osób oraz stary, zbudowany w 1881 roku parowiec „Savona” (1180 BRT), płynący z ładunkiem trawy esparto i ołowiu z Oranu do Leith (wraz ze statkiem zginęło 3 marynarzy). 3 września nieopodal Orfordness (na pozycji 52°01′N 1°38′E/52,016667 1,633333) ze stratą 4 ludzi zatonął brytyjski parowiec „Churston” (2470 BRT), który wypłynął z Cardiff z ładunkiem węgla. W dniu 22 września załoga UC-7 zanotowała poważny sukces: na postawionej przez okręt minie zatonął duży holenderski statek pasażerski „Koningin Emma” (9 181 BRT), przewożący pasażerów i drobnicę z Batawii do Amsterdamu (na pozycji 51°53′N 1°32′E/51,883333 1,533333). 26 września mina zniszczyła zbudowaną w 1879 roku łódź pilota „Vigilant” (69 BRT), na której śmierć poniosło 14 osób. 5 października na południowy wschód od Lowestoft zatonął nowy brytyjski parowiec „Novocastrian” (1151 BRT), płynący z ładunkiem drobnicy z Londynu do Newcastle (bez strat w ludziach), a następnego dnia jego los podzielił holenderski parowiec „Texelstroom” (1601 BRT), transportujący kawę, węgiel, blachę i opony na trasie Swansea – Amsterdam (nikt nie zginął). Kolejny sukces miał miejsce dopiero 28 listopada, kiedy to mina zniszczyła uzbrojony trawler HMT „William Morrison” (212 ts), który zatonął ze stratą 3 marynarzy na pozycji 51°53′N 1°31′E/51,883333 1,516667.
30 listopada 1915 roku nowym dowódcą okrętu został por. mar. Georg Haag. Pierwszy sukces załogi UC-7 pod nowym dowódcą miał miejsce 8 grudnia, kiedy to 5,5 mili na północny wschód od Aldeburgh zatonął bez strat w załodze zbudowany w 1903 roku brytyjski parowiec „Ignis” (2042 BRT), płynący z Tyne do Londynu z ładunkiem węgla i benzyny. Dwa dni później ten sam los spotkał w tym miejscu norweski parowiec „Ingstad” (780 BRT), transportujący węgiel na trasie Sunderland – Rouen (bez strat ludzkich). 21 grudnia na południowy wschód od Orfordness zatonął brytyjski parowiec „Knarsdale” (1641 BRT), płynący z ładunkiem węgla z Blyth do Sheerness (śmierć poniósł jeden marynarz). Ostatni w 1915 roku sukces miał miejsce w Sylwestra, kiedy to mina zniszczyła uzbrojony trawler HMT „Speeton” (205 ts) – zatonął on w okolicy Lowestoft (na pozycji 52°33′N 1°50′E/52,550000 1,833333) ze stratą 11 członków załogi.

### 1916 rok
Pierwsze zatopienie spowodowane minami postawionymi przez UC-7 w 1916 roku miało miejsce 6 lutego, kiedy to w estuarium Tamizy (na pozycji 51°46′N 1°32′E/51,766667 1,533333) zatonął stary, pochodzący z 1880 roku brytyjski parowiec „Balgownie” (1061 BRT), przewożący drobnicę z Londynu do Leith (zginął 1 marynarz). Dwa dni później więcej szczęścia miał transportujący jęczmień z Baltimore do Hull brytyjski parowiec „Elswick Manor” (3943 BRT), który na pozycji 52°22′N 1°47′E/52,366667 1,783333 wszedł na minę i został jedynie uszkodzony, a z załogi nikt nie zginął. 11 lutego załoga UC-7 odniosła duży sukces, gdyż nieopodal Felixstowe wszedł na minę i zatonął na płyciźnie ze stratą 10 członków załogi nowy brytyjski krążownik lekki HMS „Arethusa”, okręt flagowy dowódcy Harwich Force, komodora Reginalda Tyrwhitta. 26 lutego na wschód od Skegness (na pozycji 53°07′N 1°15′E/53,116667 1,250000) zatonął brytyjski parowiec „Dido” (4769 BRT), płynący z ładunkiem drobnicy z Hull do Bombaju (w katastrofie zginęło 28 osób wraz z kapitanem). Następnego dnia jego los podzielił holenderski statek pasażerski „Mecklenburg” (2885 BRT), kursujący na trasie Tilbury – Vlissingen, który zatonął na minie w estuarium Tamizy (wszyscy pasażerowie zostali uratowani). Kolejny sukces miał miejsce 9 marca, kiedy to w okolicy North Foreland (na pozycji 51°24′N 1°29′E/51,400000 1,483333) ze stratą 14 członków załogi zatonął brytyjski krążownik pomocniczy „Fauvette” (2644 BRT). 18 marca na postawionych przez UC-7 minach zatonęły dwie brytyjskie jednostki: uzbrojony trawler HMT „Ameer” (216 ts), na którym zginęło 8 marynarzy (na pozycji 51°58′45″N 1°28′00″E/51,979167 1,466667) oraz, nieopodal North Foreland, zbudowany w 1888 roku parowiec „Lowlands” (1789 BRT), przewożący tarcicę (bez strat w ludziach). Następnego dnia mina zniszczyła nowy uzbrojony trawler HMT „Valpa” (230 ts), który zatonął ze stratą 3 marynarzy w okolicy Grimsby, na pozycji 53°33′30″N 0°10′00″E/53,558333 0,166667. 24 marca szczęście opuściło płynący z ładunkiem drobnicy z Rotterdamu brytyjski parowiec „Fulmar” (1270 BRT), który zatonął po wejściu na minę w estuarium Tamizy (zginął kapitan statku); dzień później na tym samym akwenie (na pozycji 51°28′35″N 1°24′00″E/51,476389 1,400000) zatonął zbudowany w 1902 roku kuter HMD „Hilary II” (78 ts), na którym życie straciło 8 osób, a 26 marca (także u ujścia Tamizy) zatonął nowy brytyjski parowiec „Cerne” (2579 BRT), transportujący węgiel z Tyne do Londynu (z załogi nikt nie zginął). 2 kwietnia na postawione przez okręt podwodny miny wpadły dwie jednostki: francuski duży żaglowiec „Bourbaki” (2208 BRT), przewożący jęczmień na trasie San Francisco – Ipswich, który został uszkodzony i na holu doprowadzony do najbliższego portu (obyło się bez strat w ludziach) oraz nowy uzbrojony trawler HMT „Commandant” (207 ts), na którym zginęło 5 marynarzy (na pozycji 51°33′N 1°36′E/51,550000 1,600000). Tydzień później na tym samym akwenie ze stratą 2 członków załogi zatonął brytyjski parowiec „Avon” (1574 BRT), płynący z ładunkiem drobnicy z Londynu do Leith (na pozycji 51°29′00″N 1°26′30″E/51,483333 1,441667). Dzień 14 kwietnia okazał się pechowy dla załóg dwóch brytyjskich uzbrojonych trawlerów, patrolujących rejon Grimsby: 7 ofiar pociągnęło za sobą zatonięcie na pozycji 53°45′N 0°51′E/53,750000 0,850000 HMT „Alberta” (209 ts), a 6 osób zginęło podczas katastrofy HMT „Orcades” (270 ts). Dzień później w okolicach przylądka Gris-Nez (na pozycji 50°54′N 1°34′E/50,900000 1,566667) zatonął norweski parowiec „Tusnastabb” (859 BRT), transportujący węgiel na trasie Newcastle – Boulogne (bez strat ludzkich). 23 kwietnia na wschód od North Foreland (na pozycji 51°22′30″N 1°33′00″E/51,375000 1,550000) ze stratą 11 członków załogi zatonął brytyjski uzbrojony trawler HMT „Lena Melling” (274 ts), zbudowany w 1915 roku. Kolejny sukces UC-7 odniósł 10 maja, kiedy to na postawionej przez okręt w estuarium Tamizy minie (na pozycji 51°26′N 1°28′E/51,433333 1,466667) zatonął stary, pochodzący z 1882 roku brytyjski parowiec „Dolcoath” (1706 BRT), przewożący węgiel z Tyne do Cette (śmierć poniósł 1 marynarz). Ostatnim udokumentowanym zatopieniem dokonanym przez UC-7 było wejście na minę 18 czerwca amerykańskiego parowca „Seaconnet” (2294 BRT), przewożącego drewno z Archangielska do Londynu (na pozycji 52°26′N 2°00′E/52,433333 2,000000).
5 lipca 1916 roku okręt zaginął wraz z całą załogą – prawdopodobnie zatonął na brytyjskiej zagrodzie minowej na północ od Zeebrugge u wybrzeży Flandrii. Ciała dwóch marynarzy znaleziono na wybrzeżu Flandrii, a kolejne dwa zostały wyłowione przez holenderskich rybaków. Inne opracowania podają natomiast, że UC-7 został zniszczony 6 lipca 1916 roku przez łódź motorową „Salmon” bombami głębinowymi.